# Јупитер: Уздизање
Јупитер: Уздизање (енгл. Jupiter Ascending) је свемирска опера из 2015. године. Режију, сценарио и продукцију потписују сестре Вачауски. Главне улоге глуме Ченинг Тејтум и Мила Кунис, док су у споредним улогама Шон Бин, Еди Редмејн и Даглас Бут. Усредсређен је на Јупитер Џоунс (Кунис), чистачицу, и Кејна Вајза (Тејтум), међупланетарног ратника који обавештава Џонсову да се њена судбина протеже изван Земље. Члан споредне глумачке екипе Даглас Бут описао је измишљени универзум као укрштање филмова Матрикс и Ратови звезда, док је Кунисова као основне теме филма навела попустљивост и конзумеризам.
Премијерно је приказан 27. јануара 2015. године на Филмском фестивалу Санденс, док је 5. фебруара пуштен у биоскопе у Србији, 6. фебруара у САД, те 19. фебруара у Аустралији. Добио је углавном негативне рецензије критичара; док су визуелни ефекти, радња и теме похваљени, критикован је због сценарија, неразвијености ликова, појединих улоха и претераног дијалога. Зарадио је 183 милиона долара у односу на буџет од 176 до 210 милиона долара током приказивања у биоскопима, што га чини комерцијално неуспешним.

## Радња
Јупитер Џоунс је рођена под звезданим небом и са знацима који су предвиђали да је предодређена за велика дела. Али, у стварности, сада одрасла Јупитер је обична чистачица. Ствари се мењају када генетски модификовани бивши војник Кејн дође на Земљу са намером да је пронађе. Јер, њен генетски код говори да се ради о особи која може пореметити равнотежу у свемиру.

## Улоге
| Глумац        | Улога          |
| ------------- | -------------- |
| Ченинг Тејтум | Кејн Вајз      |
| Мила Кунис    | Јупитер Џоунс  |
| Шон Бин       | Стингер Апини  |
| Еди Редмејн   | Балем Абрасакс |
| Даглас Бут    | Титус Абрасакс |